# Muda
「muda」（ムーダ）は、1989年5月24日に東芝EMIのイーストワールドレーベルより発売された沢田研二の52枚目のシングルである。

## 解説
- タイトルは「無駄」の意味。小文字の「m」が大きく表記される特殊な文字記号を用いている。
- ジャケットはトラと一緒に檻に入っている沢田の上に「DO NOT FEED THE ANIMAL」（この動物に餌を与えないで下さい）と書かれている。
- 前作同様、バックバンドKrís Krínglを率いての作品で、オリジナルアルバムには収録されていない。
- 歌詞にシャネルやヴィトンが登場するが、NHK出演時は「ブランドかぶれ」などに歌詞が変更された。

## 収録曲
1. muda
  - 作詞:神沢礼江、作曲:井上ヨシマサ、編曲:井上Brothers[注釈 1]
2. せめて SLOW KISS
  - 作詞:帆苅伸子、作曲:羽田一郎、編曲:中村哲